# Vlag van Var

Vlag van Var

De vlag van Var is de niet-officiële vlag van het Franse departement Var. Net als de meeste andere departementen van Frankrijk heeft Var geen officiële vlag, maar wordt de hier rechts afgebeelde vlag op niet-officiële wijze gebruikt. De vlag is afgeleid van het wapen van dit departement.
De vlag toont goud, een omgekeerde driehoek van blauw beladen met een gouden fleur de lis van het veld en in schildhoofd versierd met een driedelig barensteel van rood.
Het ontwerp combineert de vlag van de Provence met een omgekeerde driehoek die de beginletter "V" van de naam van het departement voorstelt. De vlag is geïnspireerd op het ontwerp van het wapen dat in 1950 is voorgesteld door Robert Louis.
Naast deze vlag is er een logovlag in gebruik.

Vlag van Provence (alternatief)
Logovlag